# 纳瑟莱特
纳瑟莱特是奥地利蒂罗尔州伊姆斯特县的一个市镇。总面积72.4平方公里，总人口2084人，人口密度28.8人/平方公里（2005年）。